# میناموتو نو نوری‌یوری
میناموتو نو نوری‌یوری (به ژاپنی: 源 範頼 Minamoto no Noriyori); ۱ ژانویهٔ ۱۱۵۶ – ۱۴ سپتامبر ۱۱۹۳) سامورایی ششمین پسر میناموتو نو یوشیتومو برادر میناموتو نو یوشی‌تسونه و میناموتو نو یوریتومو نخستین شوگون از شوگون سالاری کاماکورا اهل ژاپن بود. وی به پشتیبانی از برادران خویش در نبرد ایچی نو تانی یکی از نبردهای جنگ گنپی جنگید.